# Casa Blanca, Guanajuato
Casa Blanca är en ort i Mexiko.   Den ligger i kommunen Pueblo Nuevo och delstaten Guanajuato, i den centrala delen av landet, 260 km nordväst om huvudstaden Mexico City. Casa Blanca ligger 1 723 meter över havet och antalet invånare är 286.
Terrängen runt Casa Blanca är en högslätt. Runt Casa Blanca är det tätbefolkat, med 257 invånare per kvadratkilometer. Närmaste större samhälle är Irapuato, 12,5 km norr om Casa Blanca. Trakten runt Casa Blanca består till största delen av jordbruksmark.